# ŠK Slavija Varaždin
Športski klub Slavija je bivši nogometni klub iz Varaždina.

## Povijest
Slavija je osnovana 3. lipnja 1931. godine.
Vlasnik kluba je bio Čeh Ernst Stiassny, vlasnik tekstilne tvrtke Tivar, današnjeg Varteksa. Bio je veliki zaljubljenik u nogomet i navijač praške Slavije. Nogomet je također bio omiljenim športom njegovih radnika u tvornici, koji su imali svoja dva unutarnja kluba, ŠK Tekstilna i ŠK Tivar, koji su djelovali unutar tvornice. Sve je to skupa urodilo odlukom neka se izgradi nogometno igralište na livadi preko puta tvornice Tivar. Malo poslije su Tekstilna i Tivar na izvanrednim glavnim skupštinama odlučili spojiti ta dva kluba u jedan novi, Športski klub Slaviju. Prvi dužnosnici ovog kluba su bili Česi.
Dres i ime varaždinskog kluba je nastao po uzoru na vlasnikov omiljeni klub. Dresovi su nastali po šemi da je za razliku od praške Slavije, čiji je dres bio uzdužno bijelo-crvena kombinacija s crvenom zvijezdom, varaždinska je Slavija imala plavu zvijezdu na bijelo-plavoj kombinaciji.
Klupske boje 1932. bile su plava i bijela, a adresa Zagrebačka cesta 3.
Brzo je napredovala, tako da je već za 7 godina sudjelovala u najvišem razredu nogometnog natjecanja u Kraljevini Jugoslaviji. Prvenstvo 1938./39. je završila na posljednjem 12. mjestu. 
Dvije godine poslije igrala je u najvišem razredu nogometnog natjecanja u Banovini Hrvatskoj. Prvenstvo 1940./41. završila je na sredini ljestvice, na 5. mjestu, iza velikana hrvatskog nogometa, Hajduka, Građanskog, Concordije i HAŠK-a.
Zadnju utakmicu pod imenom ŠK Slavija odigrala je 19. ožujka 1941. godine protiv zagrebačkog HAŠK-a.
Ratne godine bile su teške za Slaviju. Nekoliko je igrača otpustila zbog nedolaska na utakmicu. Dvojica su igrača otišla tražiti radno mjesto u Zagrebu što je značilo i klub u Zagrebu i odlazak iz slavije. Dio igrača bili su Židovi, koje je donošenje antižidovskih zakona u Kraljevini Jugoslaviji i poslije u NDH zakinulo za građanska prava. 
Dolazak NDH nije donio dobre dane. Povjerenik za šport NDH Miško Zebić 21. svibnja 1941. je odlukom ministra udružbe raspustio sve športske saveze i olimpijski odbor. Istom je uveo povjerenički sustav u sve hrvatske športske klubove i organizacije. Varaždinski šport je zbog toga platio veliku cijenu, osobito što mnoštvo igrača više nije smjelo nastupati zbog svog podrijetla i/ili političkog opredjeljenja, što je rezultiralo da su mnogi klubovi prestali raditi. U Varaždinu je raspustio uprave VŠK i Zanatskog ŠK, ugasio potpuno RŠK Slobodu i HŠK Podravinu iz Ludbrega. Mnogi su igrači tad otišli igrati za dotadašnjeg niželigaša Zagorca. Slavija je odlukom ustaških vlasti spojena s dotadašnjim lokalnim ligašem HŠK Zagorcem pod tim imenom odigrala četiri „Prvenstva hrvatskog državnog razreda“. Činovnik varaždinske bolnice imenovan je za povjerenika kluba. HRŠK Zagorac je počeo djelovati od srpnja 1941. godine. Tivar je i nakon prisilna spajanja sa Zagorcem novčano pomagao klub.
Klub je reaktiviran poslije Drugog svjetskog rata 1945. godine, pod imenom NK Tekstilac u okviru Radničkog fiskulturnog društva Tekstilac. 1958. godine klupska uprava odlučila je dati ime klubu po imenu svog glavnog pokrovitelja i osnivača, tvornici tekstila Varteks.

## Poznati igrači i treneri
- Zvonimir Cimermančić (1935. – 1938.)
- Ivica Belošević (trener)
- Igrač Franjo Vukotić postao je savezni sudac, kontrolor, delegat i nogometni djelatnik.[4]
- Vinko Golob
- Antun Golob
- Antun Lokošek